# Койбальская степная дума
Койбальская степная дума — хакасская степная дума, орган самоуправления койбал, кочевавших по нижнему течению реки Абакан в Минусинском уезде Енисейской губернии. 
Дума в 1823 состояла из 7 административных родов или улусов: 
- Таражаков,
- Больше-Байкотовский,
- Мало-Байкотовский,
- Абугачаев,
- Кольский,
- Арши,
- Кандыков.

Территории Мало-Байкотовского и Кандыкова родов находилась на правобережье реки Енисей, а других родов — по правому берегу реки Абакан до его впадения в р. Енисей. Общее количество населения по сведениям 1823 составляло 1317 чел. (мужчин — 861 чел., женщин — 456 чел.). 
Местонахождение Думы сначала было на протоке р. Абакан, а позже в деревне Уты. По инициативе Минусинского окружного начальника из бывших в ведомстве 7 родов были образованы 2 рода: Таражаков, Больше-Байкотовский, Абугачаев, Кольский и Арши соединены в один род под названием Койбальский; Кандыков и Мало-Байкотовский — в Салбино-Койбальский. 
Койбальский род был причислен к Степной думе соединённых разнородных племён, а Салбино- Койбальский — к Абаканской инородческой управе (1856).